# Hangar (banda)
Hangar es una banda brasileña de metal progresivo y power metal. El líder de la banda es el conocido baterista Aquiles Priester, exbaterista de la banda de power metal Angra.

## Historia
La banda se formó en noviembre de 1997 con el objetivo inicial de tocar algunos covers de bandas que a todo el mundo le gustan. En ese momento, el Hangar fue compuesta por Michael (voz), Cristiano (guitarra), Felipe (bajo) y Aquiles (batería). Después de varias pruebas, comenzaron a aparecer las primeras ideas de la composición y la primera canción que fue compuesta "absenta". El debut del programa en julio Hangar 23, 98, era muy importante para la banda, porque la audiencia fue mayor de lo esperado (la banda anunció en los carteles que cubre juego de Stratovarius, Helloween, Dream Theater, Primal Fear, Yngwie Malmsteen y otros). A partir de entonces, la banda sentían que podían aspirar a más y comenzó a componer canciones que más tarde sería parte de su primer CD. Los buenos resultados de la muestra que ha desempeñado pronto se extendió más allá de los elogios de la crítica.
Con una carrera fulminante, y pronto descubrió por los amantes de peso en Porto Alegre, el grupo con sólo un año de vida ya la apertura de la Cala del programa, donde la banda fue el invitado especial en el bajo, Gustavo Capitani, ya que Felipe había abandonado la banda por motivos personales. Con esta oportunidad, Hangar establecido como la gran revelación del heavy metal en el 98 sur. A partir de ese espectáculo, el grupo sintió la necesidad de registrar sus composiciones en un CD. Entraron en el estudio en noviembre y lanzó el álbum por última vez el 99 de mayo. El actual bajista Nando Mello acaba de unirse a la banda después de grabar el disco, y todos los más bajos se registraron por Cristiano.
Durante el año 1999, el tiempo de último CD fue lanzado en las principales revistas de metales pesados en el país, con todos los comentarios de CD son muy positivas y produjo resultados inmediatos en las ventas del disco. La banda tocó en el interior de Rio Grande do Sul y en octubre de 1999 hizo un show en el legendario Jack Negro Bar en Sao Paulo. Más tarde ese año, la banda sufrió una alteración nuevo con la partida del guitarrista Cristiano Wortmann, debido a diferencias musicales. En su lugar, después de varias pruebas con otros guitarristas de Porto Alegre, llegó Eduardo Martínez de la extinta banda de pánico, que durante los años 90 fue muy importante para la basura nacional.
El baterista Aquiles Priester, acompañado de vivir el Tritone, un proyecto paralelo con Frank Solari, Eduardo Ardanuy (Dr. Sin) y Sergio Buss (Steve Vai), y fue invitado a grabar excantante del álbum Nomad de Iron Maiden Paul Di'Anno. El álbum fue lanzado en mayo del 2000, seguido por una gira nacional en el que el Hangar abrió el show en Porto Alegre obtener una buena recepción del público.
La noticia más importante para la banda fue en marzo de 2001, cuando Aquiles fue confirmado como nuevo baterista de Angra, representante en jefe de la banda brasileña de heavy metal en el mundo. De Aquiles ya ha grabado tres discos con la banda hasta el día de hoy, y recorrer el mundo y participar en varios programas de televisión de gran visibilidad en Brasil.
A principios de agosto de 2001, el sucesor de la última vez se publica bajo el título dentro de tu alma. El álbum fue grabado en Sao Paulo en el estudio de sonido de Creative y fue liberado por "Die Hard Records y Rock Brigade Records. Las noticias en este disco son los elementos de sonido que el nuevo guitarrista Eduardo Martínez llevó a las nuevas composiciones, así que la banda entre ellos algunos arreglos de teclado compuestas e interpretadas por el teclista Fábio Laguna (Victoria). El disco también incluye una trilogía musical (La Matanza), que habla del proceso de descubrimiento y colonización de nuestro país. Sin embargo, el álbum es mucho más pesado, rápido y bien elaborado que su predecesor, la última vez.
Ese mismo año, el Hangar también participa en el proyecto de Hamlet de William Shakespeare del proyecto de Die Hard etiqueta de Sao Paulo. El proyecto reunió a algunos de los principales metales pesados y el Hard Rock de Brasil interpretación de las cartas de la famosa obra maestra sin precedentes en las composiciones escritas por las bandas. La participación de Hangar se produjo con la canción "Escondido en las sombras" y Michael Polchowicz también colaboró con la voz de la ópera en "To Be".
En mediados de 2005, Michael Polchowicz salir del hangar, para dedicarse a los estudios y dar una nueva orientación a su carrera. En su lugar fue el cantante principal de caballos de vapor, Nando Fernandes.
En 2007 se completó el tercer álbum, la razón de su convicción, cuya historia tiene lugar en la mente de un asesino en serie, desde su primer asesinato.
En 2008, el Hangar llegó a abrir para Dream Theater, en concierto en el parque de casas de São Paulo, Credicard Hall.
El 11 de enero de 2009, Nando Fernández anunció en su blog que dejar la banda, citando a una relación de gran desfase entre él y algunos miembros de la banda.
El 15 de diciembre de 2018, la banda cerró el año y realizó su último concierto en vivo en el Manifesto Bar, en São Paulo.

## Integrantes

### Actuales
- Aquiles Priester (Batería y coros) 1999-actualidad
- Nando Mello (Bajo y coros) 1999-actualidad
- Eduardo Martínez (Guitarra) 2000-actualidad
- Fabio Laguna (Teclado y coros) 2001-actualidad
- Cristiano Wortmann (guitarra y coros) 1997-1999, 2012-actualidad
- Pedro Campos (voz) 2012-actualidad

### Antiguos miembros
- Felipe Trein (Bajo) 1997-1998
- Gustavo Capitâni (Bajo) 1998
- Michael Polchowicz  (Voz) 1997-2005
- Nando Fernandes (Voz) 2006-2008
- Humberto Sobrinho (Voz) 2009-2011
- André Leite (Voz) 2011-2012

## Discografía
- Last Time (1999)
- Inside Your Soul (2001)
- The Reason of Your Conviction (2007)
- Last Time Was Just The Beginning (2008)
- Infallible (2009)
- Acoustic, but Plugged In! (2011)

### Demos
- Burning Days (1999)
- Demo 2005 (2005)

### DVD
- Haunted By Your Ghosts in Ijui (2012)

## Giras
- Last Time Tour 1999-2000
- Inside Your Soul Tour 2001-2004
- The Conviction Tour 2007-2008
- The Infallible Tour 2009-2011
- Acoustic, but Plugged In Tour 2011-2012

## Videoclips
- "Call Me in The Name Of Death" (2007)
- "Dreaming of Black Waves" (2009)
- "Haunted by your Ghosts" (2011)
- "Based On a True Story" (2012)